# Helene Stöcker
Helene Stöcker (Wuppertal, 13 novembre 1869 – New York, 24 febbraio 1943) è stata una pacifista e attivista tedesca, nota per la sua attività a favore del femminismo.